# Cousances
Pour les articles homonymes, voir Cousances (homonymie).
La Cousances est une rivière française qui coule dans le département de la Meuse, en région Grand Est. C'est un affluent droit de l'Aire, donc un sous-affluent de la Seine par l'Aisne et l'Oise.

## Géographie
La longueur de son cours d'eau est de 28,8 km.
La Cousances prend naissance à Souilly, à 282 m d'altitude, à 400 m à l'est de la Voie sacrée route nationale 35, localité située sur le plateau du Barrois, dans le département de la Meuse.
Elle se dirige d'abord vers l'ouest, mais après quelques kilomètres adopte la direction du nord-ouest qu'elle maintient jusqu'à la fin de son parcours. De ce fait, elle coule parallèlement à l'Aire pendant la plus grande partie de son cours. Elle finit par se jeter dans l'Aire (en rive droite) à Aubréville, 178 m d'altitude, à onze kilomètres en amont (au sud) de Varennes-en-Argonne.
Il existe un homonyme qui prend sa source à Narcy en Haute-Marne puis regagne la Meuse à Cousances.

### Communes et cantons traversés
Dans le seul département de la Meuse, la Cousances traverse les neuf communes suivantes, de l'amont vers l'aval, de  Souilly (source), Saint-André-en-Barrois, Ippécourt, Julvécourt, Ville-sur-Cousances, Clermont-en-Argonne, Brocourt-en-Argonne, Brabant-en-Argonne, Aubréville (confluence).
Soit en termes de cantons, la Cousances prend source dans le canton de Dieue-sur-Meuse, conflue dans le canton de Clermont-en-Argonne, le tout dans l'arrondissement de Verdun.

## Hydronymie
De l'hydronyme prélatin *cosa suivi du suffixe -antia.

### Toponyme
La Cousances a donné son nom à la commune de Ville-sur-Cousances située vers le milieu de son parcours.

### Bassin versant
La Cousances traverse une seule zone hydrographique 'La Cousance de sa source au confluent de l'Aire (exclu)' (H113) de 167 km2 de superficie. Ce bassin versant est constitué à 72,20 % de « territoires agricoles »  à 26,16 % de « forêts et milieux semi-naturels »  à 2,07 % de « territoires artificialisés ».

## Affluents
Un seul affluent notable : la Vadelaincourt, 20,1 km et de rang de Strahler deux, dont elle reçoit les eaux en rive droite, au niveau de l'ancienne commune de Parois, peu avant le confluent avec l'Aire.
La Cousances a quatre affluents référencés :
- le ruisseau des Près ou ruisseau des Fays (rd), 3,6 km sur les deux communes de Osches (source) et Ippécourt (confluence).
- le ruisseau de la Fontaine (rd), 1,2 km sur la seule commune de Brocourt-en-Argonne.
- la Vadelaincourt ou ruisseau de l'étang en partie haute (rd), 20,1 km sur huit communes avec neuf tronçons affluents dont deux bras :
  - le ruisseau de Maia (rd), 3,6 km sur les trois communes de Les Souhesmes-Rampont (confluence), Lemmes (source), Vadelaincourt.
  - un bras de 0,4 km sur la seule commune de Les Souhesmes-Rampont.
  - le ruisseau de la Grand (rd), 3,6 km sur la commune de Nixeville-Blercourt.
  - un bras de 0,2 km sur la seule commune de Jouy-en-Argonne.
  - le ruisseau de Jouy-en-Argonne (rd), 1 km sur les deux communes de Dombasle-en-Argonne (confluence), et Jouy-en-Argonne (source).
  - le ruisseau de Rouvy (rd), 0,9 km sur la seule commune de Dombasle-en-Argonne.
  - le ruisseau de Saussoie ou ruisseau des Près de Vau (rd), 3,4 km sur les deux communes de Dombasle-en-Argonne (confluence), et Jouy-en-Argonne (source).
  - le ruisseau de Vau (rd), 1,5 km sur la seule commune de Récicourt.
  - le Grand Ru (rd), 1,9 km sur les deux communes de Récicourt et Clermont-en-Argonne.
- le ruisseau des neuves Fontaines ou ruisseau de la Maresse, ruisseau de Mouillerecourt, ou ruisseau de Mergevau (rd), 4,4 km sur la seule commune d'Aubréville.

Son rang de Strahler est donc de trois. La Couzances n'a pas d'affluent gauche.

## Hydrologie
La Cousances est une rivière fort abondante, comme le sont généralement les cours d'eau issus du plateau du Barrois et de l'Argonne. 

### La Cousances à Aubréville
Son débit a été observé sur une période de 32 ans (1970-2002), à Aubréville, localité du département de la Meuse située au niveau de son confluent avec l'Aire. Le bassin versant de la rivière y est de 166 km2, soit la quasi-totalité de ce dernier.
Le module de la rivière à Aubréville est de 2,53 m3/s.
La Cousances présente des fluctuations saisonnières de débit assez marquées comme presque partout en Lorraine. Les hautes eaux d'hiver-printemps se caractérisent par un débit mensuel moyen allant de 3,34 à 4,9 m3/s, de décembre à avril inclus (avec un maximum en janvier). Les basses eaux se présentent en été-automne, de la mi-juin à la mi-octobre, avec une baisse du débit moyen mensuel allant jusqu'à 0,402 m3/s au mois de septembre.

### Étiage ou basses eaux
À l'étiage, le VCN3 peut cependant chuter jusque 0,047 m3/s, en cas de période quinquennale sèche, soit 47 litres par seconde, ce qui est très sévère.

### Crues
Les crues peuvent être assez importantes, caractéristique partagée par la plupart des cours d'eau de l'est français, mais un peu moindres cependant que les crues affectant les rivières situées plus à l'est sur le plateau lorrain comme l'Orne par exemple, ou encore l'Yron et le Rupt de Mad.
Ainsi les QIX 2 et QIX 5 valent respectivement 26 et 34 m3/s. Le QIX 10 est de 40 m3/s, le QIX 20 de 45 m3/s, et le QIX 50 de 52 m3/s.
Le débit instantané maximal enregistré à Aubréville durant la période d'observation, a été de 46 m3/s le 1er janvier 1979, tandis que la valeur journalière maximale était de 35,2 m3/s le 21 décembre 1993. En comparant la première de ces valeurs à l'échelle des QIX de la rivière, il apparaît que cette crue était d'ordre vicennal, et donc destinée à se reproduire tous les 20 ans en moyenne.

### Lame d'eau et débit spécifique
Puissamment alimentée par les précipitations importantes de la région de l'Argonne et du Barrois, la Cousances est une rivière abondante. La lame d'eau écoulée dans son bassin versant est de 483 millimètres annuellement, ce qui est nettement supérieur à la moyenne d'ensemble de la France tous bassins confondus, ainsi qu'à l'ensemble du bassin de la Seine (240 millimètres par an) et même à la partie française du bassin de la Meuse voisine (450 millimètres par an à Chooz). Le débit spécifique (ou Qsp) de la rivière atteint 15,2 litres par seconde et par kilomètre carré de bassin.